# Poecilolycia tibialis
Poecilolycia tibialis är en tvåvingeart som beskrevs av Shatalkin 2000. Poecilolycia tibialis ingår i släktet Poecilolycia och familjen lövflugor. Inga underarter finns listade i Catalogue of Life.